# Framing
Framing betyder direkte oversat at indramme og begrebet stammer fra kommunikationsteorien. En klassisk definition af begrebet findes hos Entman (1993), der skriver: "at frame er at vælge nogle aspekter af en opfattet virkelighed og gøre dem mere synlige i en kommunikerende tekst, for at promovere en bestemt definition af et problem, årsagerne til problemet, de moralske evalueringer og/eller løsningsforslag til det beskrevne fænomen." Med andre ord handler framing om hvilke associationer, der er knyttet til et bestemt fænomen og der skelnes mellem to forskellige dele af framingprocessen; frame-building og frame–setting. 

## Frame-building
Frame-building handler om at vinkle, dreje eller indramme debatten om et fænomen, med henblik på at styre hvorledes fænomenet skal diskuteres. Opbygningen af framingen er typisk relateret til politiske aktørers (bevidste) valg, den kulturelle kontekst samt journalistiske normer. Mange videnskabelige analyser af frame-building fokuserer således på, hvordan der opbygges framing af et fænomen, samt hvilke frames, der er dominerende. Et fænomen kan blandt andet frames ved at der fokuseres på enkelte elementer af en helhed, eller at der benyttes ord, som skaber bestemte associationer hos individet.
Et godt eksempel på forskning i Frame-building findes i Boykoff (2007), der viser hvordan amerikanske medier er medvirkende til at skabe en opfattelse af klimaforandringerne, som adskiller sig væsentligt fra den videnskabelige konsensus. Dette er blandt andet sket som følge af at kritikere og skeptikere er blevet fremstillet i medierne som værende 'lige', forstået som at de har fået den samme taletid og deres forskning den samme validitet, på trods af at denne fremstilling ikke repræsenterer billedet i forskningsverdenen. Andre eksempler inkluderer Edelmann (1993), som viser hvordan udsendte amerikanere under golfkrigen blev betegnet som heroiske, frivillige patrioter, på trods af at de fleste var fattige afro-amerikanere, der meldte sig i håbet om at flygte fra fattigdom. Jenkins (2011) viser ligeledes, hvordan der på en konference kæmpes om at frame fedme, hvor repræsentanter fra forskellige positioner betegner fænomenet med begreber såsom 'en epidemi' vs 'et problem' eller 'skabt af en usund fødevareindustri' vs 'manglende motion og mådehold'. I en dansk kontekst er begreber såsom 'skattebyrde', 'cafe-penge' etc. klassiske eksempler på succesfuld framing.

## Frame-setting
Begrebet frame-setting omhandler processen, når individer bliver eksponeret for framing af et fænomen. Goffman (1974) teoretiserede over, hvordan individer udvikler ’kasser’ eller ’kategorier’, som ny information placeres i. Framing af et fænomen, ’guider’ dermed individet til at placere den nye information (om fænomenet) i en bestemt ’kasse’. Forskning i frame-setting handler oftest om, hvilken effekt framingen har, fx om frames kan ændre individets holdninger, facilitere handlingsændringer etc.
En af de første der undersøgte dette var Loftus og Palmer (1974). Gennem et eksperiment undersøgte de, hvordan brugen af bestemte ord kan konstruere opfattelsen af en begivenhed. Subjekter så en film af en bil der kørte galt, og vurderede efterfølgende at bilen kørte hurtigere, når de blev spurgt om 'hvor hurtigt bilen kørte, da den 'smadrede' ind i den anden, end hvis ord så som 'bumpede', 'kolliderede', 'ramte' eller 'stødte ind i' blev brugt. Kahneman og Tversky er blandt de mest kendte i forskning af framing af økonomiske valg, og Kahneman vandt nobelprisen i økonomi for sit arbejde. De viste ligeledes, hvordan brugen af ord påvirker individets vurdering af problemstillinger, og at mennesket ikke er fuldstændigt rationelt, men påvirket af formuleringen.